# ابس
ابس (به آلمانی: Ebbs) یک منطقهٔ مسکونی در اتریش است که در ناحیه کوفستاین واقع شده‌است. ابس ۴۰ کیلومتر مربع مساحت دارد ۴۷۵ متر بالاتر از سطح دریا واقع شده‌است.